# Minimul lui Spörer
Minimul Spörer este o perioadă de 90 de ani de activitate solară scăzută, din aproximativ 1460 până în 1550, care a fost identificată și numită de John A. Eddy în lucrarea de referință The Maunder Minimum, publicată în anul 1976 în revista Science. Aceasta a apărut înainte ca petele solare să fi fost observate în mod direct și a fost descoperită prin analiza proporției de Carbon-14 din inelele copacilor, care este puternic corelată cu activitatea solară. Este numit după astronomul german Gustav Spörer.

## Istorie a activității solare
.
| Eveniment           | Început | Sfârșit |
| ------------------- | ------- | ------- |
| Minimul lui Oort    | 1010    | 1050    |
| Minimul lui Oort    | 1040    | 1080    |
| Maximul medieval    | 1100    | 1250    |
| Minimul lui Wolf    | 1280    | 1350    |
| Minimul lui Spörer  | 1460    | 1550    |
| Minimul lui Maunder | 1645    | 1715    |
| Minimul lui Dalton  | 1790    | 1830    |
| Maximul modern      | 1950    | 2009    |
| Mica eră glaciară   | 1350    | 1850    |

Evenimentele de activitate solară înregistrate în radiocarbon. Valorile începând cu 1950 nu sunt prezentate

Variația solară poate fi cuantificată cu ajutorul numărului de pete solare, dar această măsură este fiabilă doar pentru perioadele de după ce astronomii occidentali au înregistrat în mod curent observațiile petelor solare. Pentru perioadele anterioare înregistrărilor petelor solare, activitatea solară poate fi determinată prin metode indirecte, în special prin producerea de radioizotopi în atmosfera Pământului în urma interacțiunii cu razele cosmice, care sunt modulate de activitatea solară. Metoda Carbonului-14 folosită de Spörer pentru a identifica minimul se bazează pe faptul că o activitate solară ridicată este corelată cu o producție scăzută de carbon-14 în atmosferă.
Wilfried Schröder a publicat un tabel cu aurorele boreale observate în timpul Minimului Spörer, care arată că ciclul solar a fost activ. Miyahara et al. au constatat, de asemenea, că ciclul solar de 11 ani a fost încă detectat în mod proeminent în înregistrarea Carbonului-14 chiar și în timpul minimului. Amplitudinea ciclului de 11 ani pare să fi fost modulată doar între 1455 și 1510.
Jiang și Xu analizează înregistrările de pete solare și observațiile de aurore din China în această perioadă și sugerează că un minim între 1450 și 1560 este o ipoteză. Ei sugerează date pentru minimul petelor solare între 1400 și 1510.
Limitele temporale ale acestei perioade nu sunt bine definite, deoarece începutul și sfârșitul au fost graduale și, prin urmare, sunt supuse unor evaluări diferite în funcție de diferitele criterii de referință utilizate de cercetători, fără a mai menționa faptul că pare să existe un decalaj între variația activității solare și variația climatică, decalaj estimat la douăzeci de ani.

## Posibilă corelație cu clima
La fel ca și Minimul lui Maunder care a urmat, Minimul lui Spörer a coincis cu o perioadă în care clima Pământului a fost mai rece decât media. Această corelație a generat ipoteze conform cărora activitatea solară scăzută produce temperaturi globale mai scăzute decât media, deși Jiang și Xu subliniază că, deși perioada 1430-1520 (care începe cu puțin înainte de minimul Spörer) a fost într-adevăr mai rece decât media în China, perioada 1520-1620 (a doua jumătate a minimului) a fost mai caldă decât media.
Una dintre teorii este modificarea Oscilației Arctice/Oscilației Nord-Atlantice din cauza unei modificări a producției solare.